# Jihosúdánská kuchyně

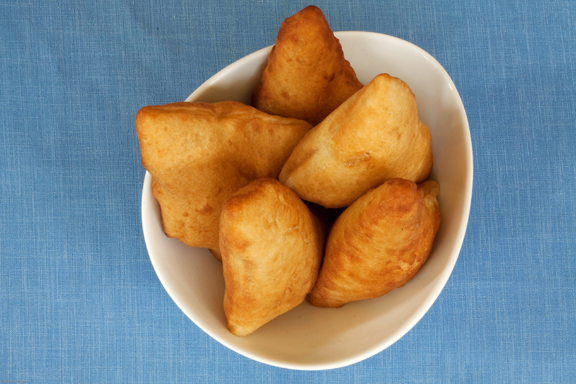
Mandazi

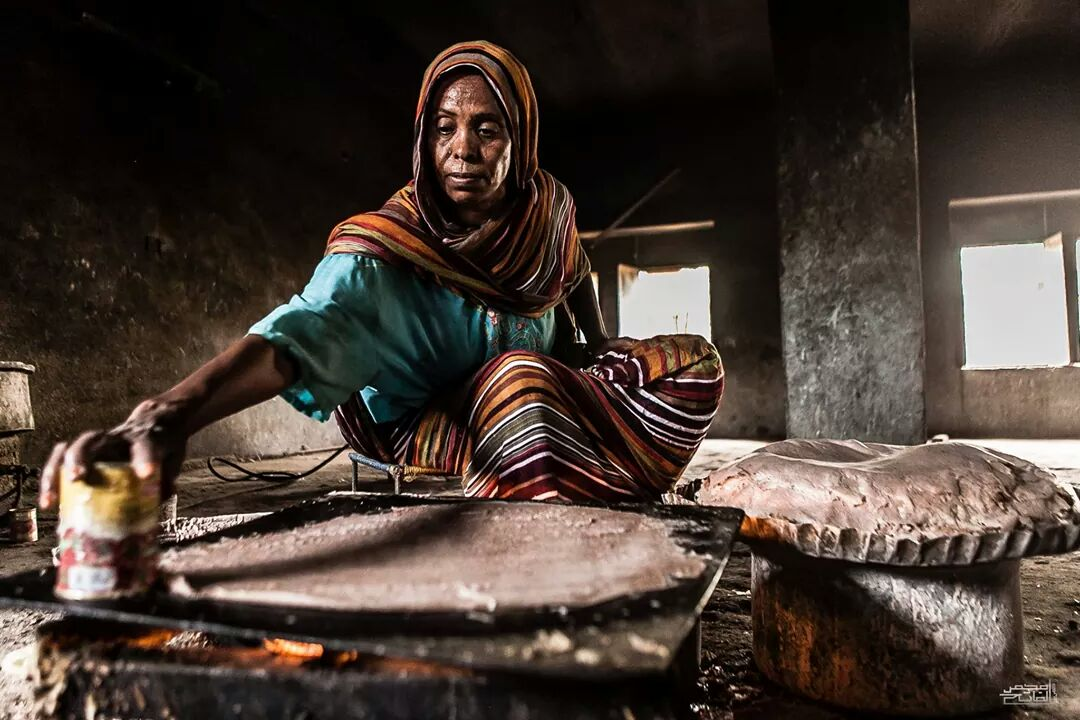
Příprava kisry

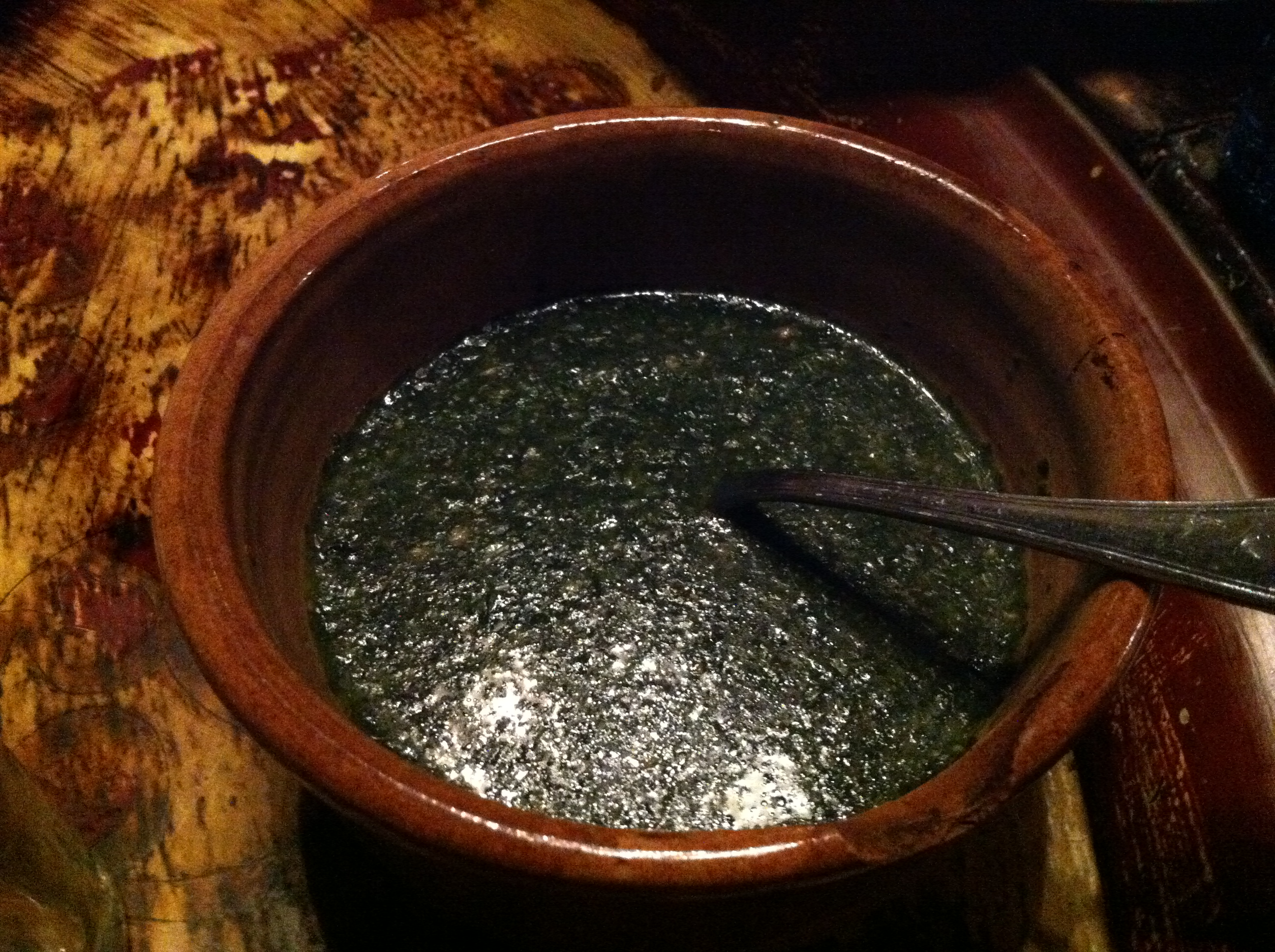
Molokhia

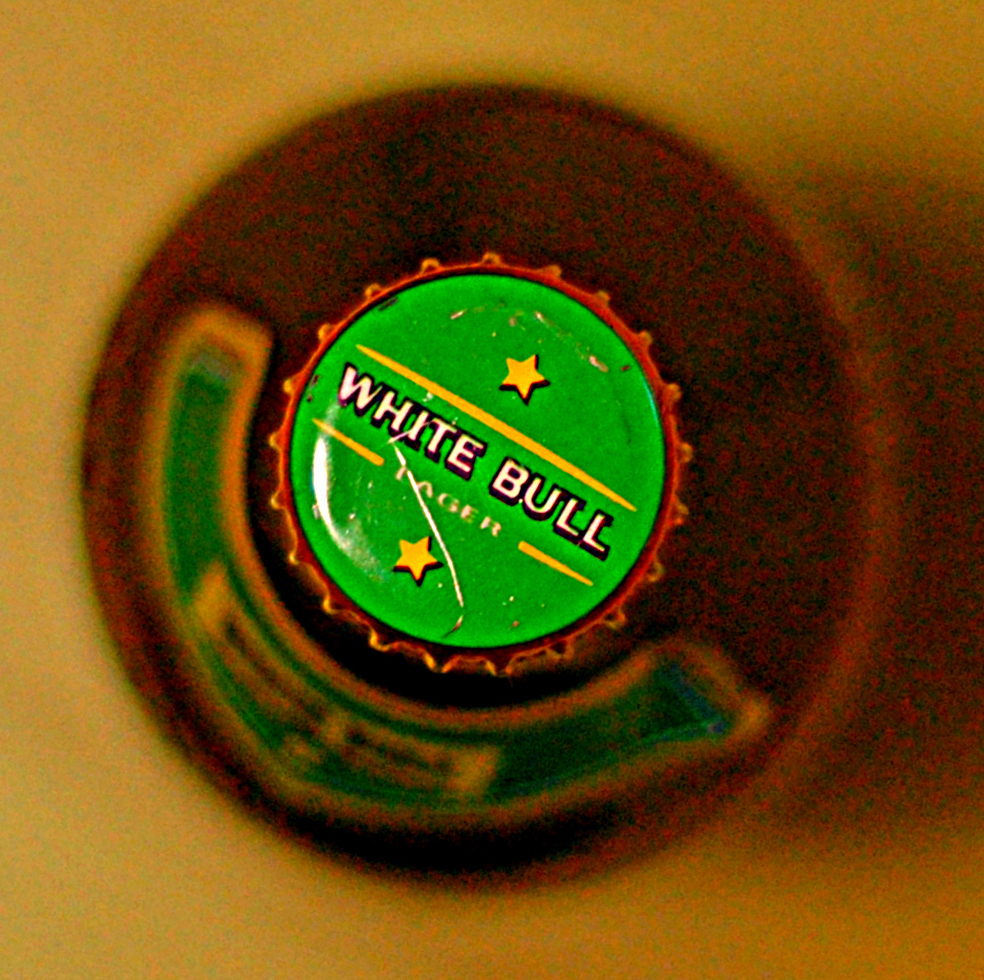
Lahev piva White Bul Lager

Jihosúdánská kuchyně je založena na obilovinách (kukuřice, čirok). Dále se používají arašídy, batáty (sladké brambory), brambory, zelenina, luštěniny (fazole, čočka) nebo okra. V menší míře se používá také cukrová třtina nebo exotické ovoce (mango, papája). Z masa se nejčastěji používá kozí a skopové, v menší míře také kuřecí. Maso se nejčastěji vaří, griluje nebo suší. V oblastech řek a bažin se používá i rybí maso.
V Jižním Súdánu se často setkáme s pokrmy z etiopské, eritrejské, ugandské nebo keňské kuchyně, a to převážně v restauracích. Kuchyně Jižního Súdánu byla též ovlivněna arabskou kuchyní.

## Jihosúdánské pokrmy
Příklady pokrmů z Jižního Súdánu:
- Kisra, placka podobná palačince nebo etiopské indžeře, vyráběná z čirokové mouky. Často se považuje za národní jídlo Jižního Súdánu. Někdy podávána s masovou omáčkou zvanou mullah.[3][4][5][6]
- Mandazi, sladkost podobná koblize vyskytující se v mnoha zemích východní Afriky. Obvykle má trojúhelníkový tvar.[7][8]
- Wala-wala, jáhlová kaše.[5][4]
- Aseeda, kaše z čiroku.[1]
- Gurassa, kukuřičná placka[9][1]
- Kajaik, pokrm z dušené ryby.[6][1]
- Ful sudani, sladkost z arašídů.[1]
- Tamia, kuličky z cizrny, podobné falafelu.[5][10]
- Ful, původem arabský pokrm z bobu obecného.[1][11]
- Salát zabadi, salát z lilku, rajčat, jogurtu a arašídového másla.[5][11]
- Combo, pokrm ze špenátu, arašídového másla a rajčat.[12][5]
- Polévka z kozího masa, kromě masa se přidává ještě cibule a chilli.[4][5]
- Molokhia, polévka z jutovníku zeleninového (rostlina podobná špenátu). Tento recept pochází z egyptské kuchyně.[2][13]

### Nápoje
Firma provozující jihosúdánský pivovar (Southern Sudan Beverages Limited) zkrachovala v roce 2016, do té doby ale vyráběla 3 druhy piv, z nichž nejznámější nesl název White Bull Lager. Populární je také karkade nebo káva.